# Амсале Гуалу
Амсале Гуалу (род. 1977 год, Бахр-Дар) — первая женщина-пилот в Эфиопии.

## Биография
Амсале Гуалу родилась в 1977 году в административном центре региона Амхара Бахр-Даре. Училась в начальной школе в Асаи, затем в средней школе в Боле. Она получила степень бакалавра по специальности архитектора в Университете Аддис-Абебы на Технологическом факультете.
В 2002 году Амсале устроилась работать шестым пилотом в компанию Ethiopian Airlines, где проработала восемь лет, прежде чем получить должность командира экипажа воздушного судна.
В 2010 году Амсале Гуалу стала первой в истории Эфиопии женщиной-командиром экипажа авиалайнера. Работает в компании Ethiopian Airlines на самолётах Bombardier на маршруте Аддис-Абеба — Гондэр. 16 декабря 2017 года совершила первый международный рейс маршрутом Аддис-Абеба—Лагос в составе экипажа сформированного из одних женщин.